# Puerto de Andrach
El Puerto de Andrach (en catalán y oficialmente Port d'Andratx) es un puerto natural de las islas Baleares, rodeado de calas de aguas transparentes como cala Llamp, cala Moragues y cala d'Egos. Esta moderna localidad portuaria, de 3000 habitantes, ha pasado de ser un antiguo refugio de pescadores a ser uno de los centros turísticos más importantes y visitados de Mallorca, gracias a su actividad náutica, cosa que propicia un turismo residencial muy exclusivo.
El Puerto es un lugar cosmopolita  y alegre, donde se mezclan numerosas culturas y se combinan compras, sol y ocio nocturno. También ofrece  una infinidad de actividades relacionadas con el mar. No obstante, cuenta con uno de los puertos deportivos mejor dotado de las Islas, el Club de Vela del Puerto de Andrach, con unos 500 amarres ocupados por embarcaciones deportivas y de recreo.
La máxima animación se concentra en el paseo marítimo y el muelle, donde se sitúa el edificio de la Lonja, testimonio de la vigencia de la actividad pesquera donde por la mañana se pueden comprar las capturas de peces frescos de los pescadores. Tiendas y restaurantes con agradables terrazas mirando al mar observan el paseo marítimo, que conduce al faro y al Club de Vela, pasando por el pequeño torrente des Saluet.

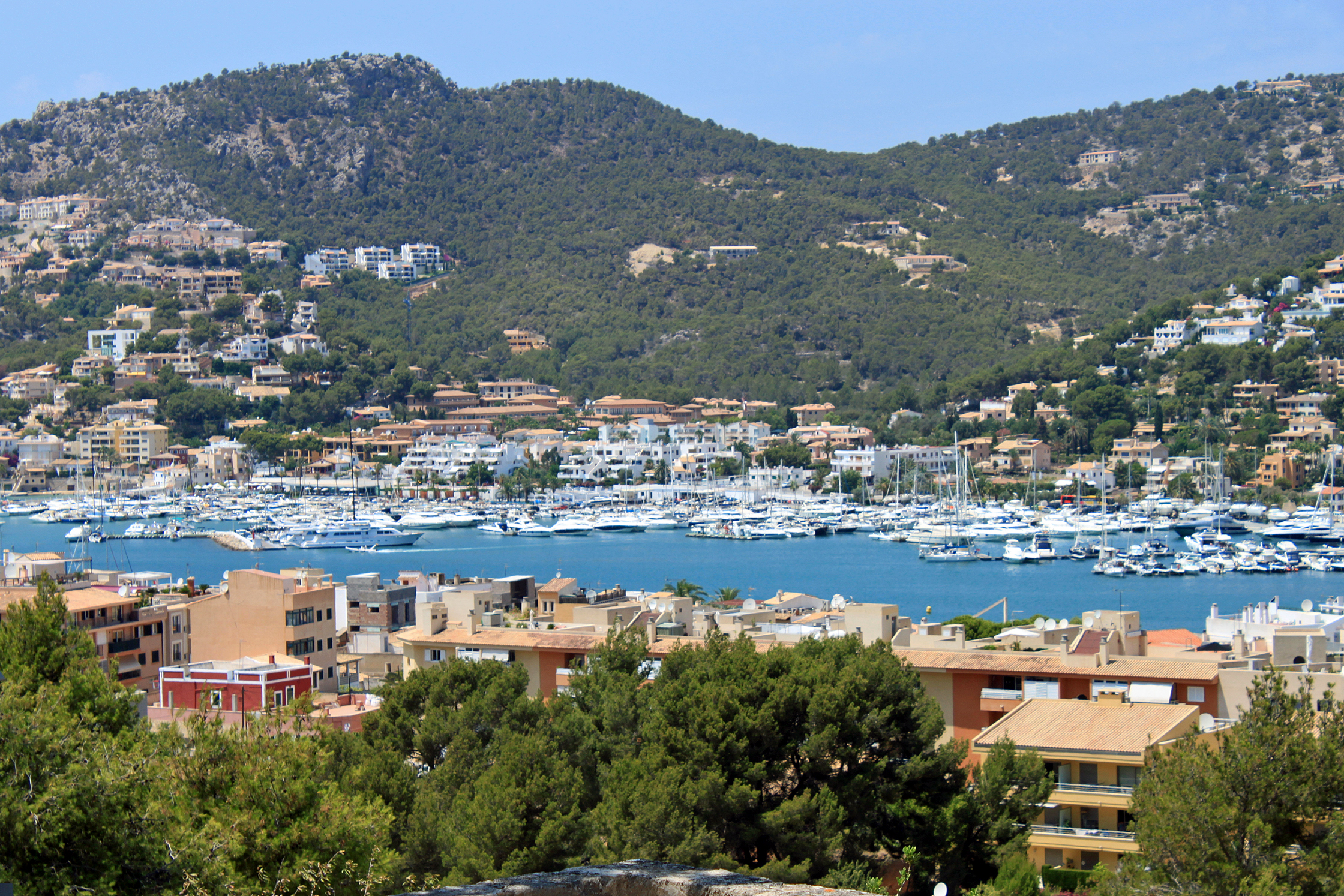
Puerto de Andrach

En el Puerto se ubican elementos patrimoniales de gran interés histórico y arquitectónico. Por un lugar, las torres de defensa, testimonios de la amenaza corsaria que existió en la zona, como la de Sant Carles, a sa Mola; o la del número 9 de la calle Rodríguez Acosta, convertida en una vivienda privada. Por otro lugar, la arquitectura religiosa está representada por la iglesia Nuestra Señora del Carmen.
El Puerto de Andrach dispone de una selecta infraestructura hotelera y también algunos de los establecimientos de más renombre de la oferta gastronómica de la isla. A la tarde, se convierte en una de les zonas más animadas del municipio.
Desde el puerto es posible ir hacia a sa Mola, desde donde se puede admirar una espléndida puesta de sol y del mar abierto con la isla Dragonera.